# Willis Gibson
Willis Gibson (Stillwater, 27 de enero de 2010), también conocido por su nombre en línea Blue Scuti, es un jugador de deportes electrónicos estadounidense. Es mejor conocido por convertirse en la primera persona en «vencer» el Tetris clásico el 21 de diciembre de 2023, después de activar una killscreen («pantalla de muerte») en el nivel 157, nunca antes alcanzado, causando un crash en el juego.
Gibson se interesó en el Tetris a los 11 años después de ver contenido relacionado en YouTube. Más tarde comenzó a dedicarse al juego de manera competitiva: adoptó una técnica de rodar para mover las piezas del juego más rápido y participó en torneos, incluido el Campeonato Mundial de Tetris Clásico en 2023, donde quedó tercero. Después de que otros jugadores de Tetris, incluido Justin Yu, comenzaran a intentar llegar a la killscreen del juego, Gibson hizo lo mismo, donde finalmente tuvo éxito. Obtuvo atención internacional después del logro, siendo entrevistado por varias cadenas, incluidas The New York Times y Good Morning America. En una de esas entrevistas, Gibson dedicó su logro a su fallecido padre Adam. Es considerado uno de los mejores jugadores de Tetris de Estados Unidos.

## Carrera

### Antecedentes
Gibson comenzó a jugar al videojuego de rompecabezas Tetris de 1989 en 2021, cuando tenía 11 años. Se interesó después de ver contenido relacionado con él en YouTube. Antes de Tetris, Gibson había mostrado interés en los juegos desde los 5 años, jugando otros videojuegos como Geometry Dash, Minecraft y Rocket League. Sin embargo, después de mostrar un mayor interés por el Tetris, su madre adquirió una consola RetroN de un prestamista y una pantalla CRT que su lugar de trabajo había descartado para empezar. Jugar comenzó como «principalmente un pasatiempo», dijo Gibson en una entrevista de 2023, pero luego se convirtió en un juego competitivo en línea y contra otros. Eventualmente comenzó a transmitir en vivo bajo el nombre de juego «Blue Scuti», tomando la forma de la estrella UY Scuti.

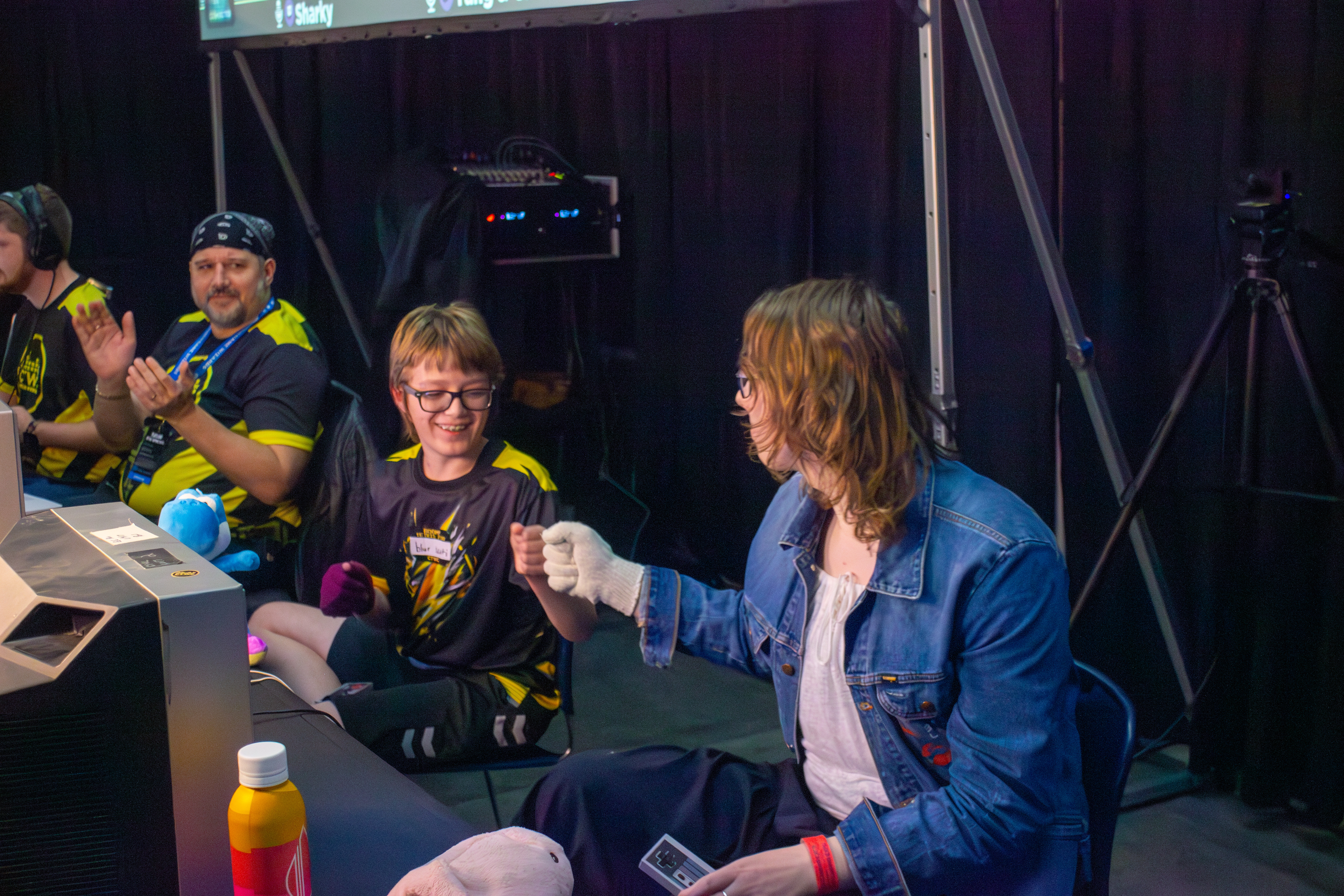
Willis Gibson con Eve Commandeur («Sidnev») en las semifinales del Campeonato Mundial de Tetris Clásico 2023.

Antes de su logro en el juego, Gibson compitió en varios torneos, incluido el tercer puesto en el Campeonato Mundial de Tetris Clásico (CTWC) en octubre de 2023, ganando 1500 dólares. Gibson también fue uno de los competidores más jóvenes del evento a los 13 años. Ganó su primer torneo en vivo en un regional de Kansas City el 2 de diciembre de 2023, donde recibió un delantal de campeonato.

### Logro decrashdel juego
Después del CTWC en octubre de 2023, Gibson comenzó su intento de llegar a la killscreen («pantalla de muerte») de Tetris, un punto al final del juego en el que su código falla, lo que provoca un crash debido a limitaciones de hardware dentro de Nintendo Entertainment System (NES). Hasta ahora solo se había llegado a esta pantalla de eliminación mediante IA y asistencia de herramientas. Gibson se inspiró en su compañero jugador competitivo de Tetris y YouTuber Justin Yu («Fractal161»), quien anunció sus intenciones de llegar a la pantalla de muerte después del CTWC. Para mejorar sus habilidades al final del juego, Gibson practicó jugar «Dusk» y «Charcoal», dos niveles considerados los más difíciles del juego debido a los tonos oscuros y distorsionados de los bloques causados por una falla del final del juego.
El 21 de diciembre de 2023, Gibson se convirtió en la primera persona en la versión de Tetris para NES en «vencer el juego» después de alcanzar el nivel 157 y activar la pantalla de muerte. La grabación de la partida duró 38 minutos y se subió al canal de YouTube de Gibson el 2 de enero de 2024, bajo el título The First Time Somebody Has Ever 'Beat' Tetris («La primera vez que alguien ha 'vencido' al Tetris»). La partida también fue el juego de Tetris con mayor puntuación general en el momento de la grabación.
El logro poco después adquirió notoriedad internacional: The New York Times le realizó una entrevista y Good Morning America transmitió el vídeo récord por televisión. En un comunicado, la directora ejecutiva de Tetris Company, Maya Rogers, felicitó a Gibson por su «hazaña que desafía todos los límites preconcebidos» del juego. El presidente de la CTWC, Vince Clemente, comentó: «Es básicamente algo que todos pensaban que era imposible» y que todo el evento «es increíble». El 5 de enero de 2024, la cita de reacción de Gibson después de la victoria «No puedo sentir mis dedos» se convirtió en la cita del día del New York Times. El mismo día, los cofundadores de Tetris, Alekséi Pázhitnov y Henk Rogers, se reunieron con Gibson a través de una videollamada y calificaron su juego como un «logro asombroso, sorprendente».
La revista mensual estadounidense Wired atribuyó la atención generalizada de los medios al logro a una reciente «obsesión cultural» por el juego que se reinició en 2023, y a un aumento de noticias generalmente negativas a partir del Año Nuevo en 2024. Un vídeo de Gibson respirando con dificultad y exclamando repetidamente oh my God! («¡oh Dios mío!») en el momento del crash circuló ampliamente. Si bien la reacción de los medios hacia Gibson siguió siendo en gran medida positiva, la presentadora de Sky News, Jayne Secker, comentó que «como madre, simplemente diría que te alejes de la pantalla, salgas afuera, tomes un poco de aire fresco» y que «vencer al Tetris no es un objetivo de vida». Los comentarios de Secker provocaron una considerable reacción negativa.

### Historia reciente
Gibson jugó en el torneo Heart of Texas en Waco el 20 de enero de 2024. Aunque fue derrotado en las semifinales, se le atribuyó un «aumento de atención y popularidad» en el torneo y la multitud «crecía cada vez que Gibson competía». Es considerado uno de los mejores jugadores de Tetris de Estados Unidos.

## Estilo de juego
El estilo de interpretación de Gibson fue descrito como «agresivo» por Stillwater News Press. Aprendió a jugar usando la técnica del hypertapping por primera vez en 2021, pero cuando descubrió la técnica de rodar más rápida, su estilo de juego cambió. La combinación de habilidad, agresión y dominio de la técnica de rodar se atribuyó a la capacidad de Gibson para desempeñarse bien en el juego. Para su configuración, Gibson suele jugar con el controlador en su pie derecho equilibrado contra su rodilla izquierda, con su mano derecha realizando las acciones de rodar y golpear. Lleva un guante en la mano derecha para reducir la fricción de las acciones repetidas.

## Vida personal
Gibson nació el 27 de enero de 2010, hijo de Karin Cox, jugadora y profesora de matemáticas de secundaria, y Adam Gibson, quien murió el 14 de diciembre de 2023. Antes de su muerte, Adam asistió a la primera victoria de Willis en un torneo en vivo en el regional de Kansas City  y encargó un letrero de neón con el nombre de usuario de Willis como regalo de Navidad. En una entrevista con NBC News el 5 de enero de 2024, Gibson dedicó su logro de causar el crash del juego a su padre. En otra entrevista con WFAA en febrero de 2024, Gibson declaró que había traído un peluche de recuerdo con las palabras I Love You Dad («Te amo papá») escritas en la parte posterior de cada torneo en el que ha competido desde entonces.
Aparte del Tetris y otros videojuegos retro, los pasatiempos de Gibson incluyen jugar en la sala de juegos, jugar a los bolos, andar en bicicleta y resolver cubos de Rubik.  Ha declarado que no quiere que su carrera en Tetris interfiera con su educación y que planea utilizar el dinero del premio u otras ganancias relacionadas para pagar la universidad. En relación con los juegos retro, Gibson ha manifestado su interés en algún día jugar Super Mario Bros. a un nivel competitivo.